# Skate nos Jogos Olímpicos de Verão de 2020 - Park masculino
A competição do park masculino do skate nos Jogos Olímpicos de Verão de 2020 foi realizada em 5 de agosto de 2021, no Parque Urbano de Esportes de Ariake, em Tóquio. Um total de 20 skatistas de 13 Comitês Olímpicos Nacionais (CON) participaram do evento.

## Qualificação
Um total de 20 vagas estavam disponíveis para o park masculino, sendo atribuídas aos 16 melhores skatistas do ranking mundial, três pelo Campeonato Mundial (considerando a representatividade continental) e uma para o país anfitrião, Japão.

## Formato
Os vinte skatistas participantes foram divididos em quatro baterias de cinco skatistas na fase preliminar. Cada um realizou três tentativas de 45 segundos para suas manobras na bateria designada. A melhor pontuação das três posicionou os competidores, com os oito melhores do ranking combinado se classificando para a final, onde realizaram mais três tentativas de 45 segundos e as melhores pontuações definiram os medalhistas.

## Calendário
Horário local (UTC+9)
| Dia                 | Horário | Fase         |
| ------------------- | ------- | ------------ |
| 5 de agosto de 2021 | 9:00    | Preliminares |
| 5 de agosto de 2021 | 12:30   | Final        |

## Medalhistas
| Ouro   | AUS Keegan Palmer |
| Prata  | BRA Pedro Barros  |
| Bronze | USA Cory Juneau   |

## Resultados

### Preliminares
Os oito participantes, independente da bateria, com as melhores pontuações avançam a final.
| Pos. | Bateria | Skatista           | CON                | Tentativa | Tentativa | Tentativa | Notas |
| Pos. | Bateria | Skatista           | CON                | 1         | 2         | 3         | Notas |
| ---- | ------- | ------------------ | ------------------ | --------- | --------- | --------- | ----- |
| 1    | 3       | Luiz Francisco     | BRA Brasil         | 81.50     | 84.31     | 12.74     | Q     |
| 2    | 3       | Kieran Woolley     | AUS Austrália      | 82.69     | 14.48     | 70.04     | Q     |
| 3    | 2       | Pedro Quintas      | BRA Brasil         | 59.55     | 6.47      | 79.02     | Q     |
| 4    | 4       | Pedro Barros       | BRA Brasil         | 73.00     | 77.14     | 18.56     | Q     |
| 5    | 4       | Keegan Palmer      | AUS Austrália      | 64.04     | 77.00     | 13.17     | Q     |
| 6    | 3       | Steven Piñeiro     | PUR Porto Rico     | 64.11     | 68.14     | 76.20     | Q     |
| 7    | 3       | Vincent Matheron   | FRA França         | 70.04     | 74.07     | 67.96     | Q     |
| 8    | 4       | Cory Juneau        | USA Estados Unidos | 71.08     | 37.56     | 73.00     | Q     |
| 9    | 2       | Danny León         | ESP Espanha        | 52.40     | 72.24     | 23.35     |       |
| 10   | 2       | Jaime Mateu        | ESP Espanha        | 54.66     | 48.51     | 69.18     |       |
| 11   | 1       | Zion Wright        | USA Estados Unidos | 67.21     | 53.87     | 8.35      |       |
| 12   | 2       | Alessandro Mazzara | ITA Itália         | 7.78      | 65.25     | 24.58     |       |
| 13   | 1       | Heimana Reynolds   | USA Estados Unidos | 42.37     | 44.29     | 63.09     |       |
| 14   | 4       | Ayumu Hirano       | JPN Japão          | 58.84     | 62.03     | 38.72     |       |
| 15   | 2       | Tyler Edtmayer     | GER Alemanha       | 58.33     | 51.61     | 61.78     |       |
| 16   | 1       | Andy Anderson      | CAN Canadá         | 35.57     | 58.50     | 60.78     |       |
| 17   | 4       | Oskar Rozenberg    | SWE Suécia         | 3.83      | 28.20     | 56.66     |       |
| 18   | 1       | Ivan Federico      | ITA Itália         | 5.07      | 46.90     | 5.08      |       |
| 19   | 1       | Rune Glifberg      | DEN Dinamarca      | 6.24      | 37.61     | 6.11      |       |
| 20   | 3       | Dallas Oberholzer  | RSA África do Sul  | 21.68     | 24.08     | 18.21     |       |

### Final
Os três competidores com as melhores notas na final garantiram as medalhas
| Pos. | Skatista         | CON                | Tentativa | Tentativa | Tentativa | Notas |
| Pos. | Skatista         | CON                | 1         | 2         | 3         | Notas |
| ---- | ---------------- | ------------------ | --------- | --------- | --------- | ----- |
| 01 ! | Keegan Palmer    | AUS Austrália      | 94.04     | 5.86      | 95.83     |       |
| 02 ! | Pedro Barros     | BRA Brasil         | 86.14     | 73.50     | 22.99     |       |
| 03 ! | Cory Juneau      | USA Estados Unidos | 82.15     | 84.13     | 7.00      |       |
| 4    | Luiz Francisco   | BRA Brasil         | 80.24     | 80.62     | 83.14     |       |
| 5    | Kieran Woolley   | AUS Austrália      | 17.03     | 82.04     | 2.17      |       |
| 6    | Steven Piñeiro   | PUR Porto Rico     | 5.20      | 75.17     | 74.53     |       |
| 7    | Vincent Matheron | FRA França         | 27.81     | 27.41     | 42.33     |       |
| 8    | Pedro Quintas    | BRA Brasil         | 4.35      | 35.54     | 38.47     |       |